# Miro Casabella
Ramiro Cecilio Domingo Casabella López, mais conhecido como Miro Casabella, nasceu em Ferreira do Valadouro, a 30 de agosto de 1946. É um músico galego, que integrou no inicio da sua carreira o colectivo “Voces ceibes”, e posteriormente o grupo de folclore DOA.

## Trajectória
Depois de estudar em Ferreira do Valadouro e em Lugo, em 1964 Miro migrou para Barcelona, concluindo aí o bacharelato na Escola de Arquitectos Técnicos. O seu interesse na música era recente, mas a sua experiência catalã pô-lo em contacto com o movimento da “Nova Cançó”, marcando-o profundamente. O inicio da sua carreira acontece em 1967, acompanhando musicalmente os cantores da Nova Cançó Catalá. Foi também na Catalunha que gravou os seus primeiros discos: “Miro canta as súas cancións” e “Miro canta Cantigas de Escarnho e Mal Dizer”. Ambos os trabalhos são EP de quatro músicas cada um. O seu contacto com o grupo “Voces Ceibes” teve lugar em 1968, quando Benedicto e Xerardo Moscoso foram à capital catalã com o objectivo de gravarem os seus primeiros trabalhos. Miro entrou para o colectivo e chegou a participar no seu primeiro concerto, em Dezembro desse mesmo ano. No entanto, o facto de continuar a viver em Barcelona afastou-o da maior parte das suas actividades. Em 1969, conheceu em Barcelona Paco Ibañez, com quem travou uma longa amizade, acompanhando-o em diversas tournées por França. Em Paris conhece o cantor português Luís Cília, com quem nos anos seguintes toca na Galiza e no resto do Estado Espanhol.
No ano de 1970 participou no I Festival da Canção Ibérica juntamente com Paco Ibáñez, Luís Cília, Xavier Ribalta e José Afonso. Ainda nesse mesmo ano toca em Paris na Festa da Humanidade (festa do Partido Comunista de França), onde actuaram figuras como: Georges Moustaki, Paco Ibáñez ou Joan Baez.
Em fins de 1974, o grupo “Voces Ceibes” decidiu finalizar o seu projecto, e iniciar o Movimento Popular da Canção Galega onde, numa ampla perspectiva, se deu lugar a múltiplos artistas e a diversos estilos.
Nos anos seguintes Miro participou em diversos concertos e festivais na Galiza, bem como em toda a Península Ibérica, alem de musicar peças de teatro em galego e discos infantis. A partir de 1976, com o desaparecimento da censura franquista, ficam criadas as condições para a edição dos seus primeiros álbuns de longa duração.
Em 1977 vê a luz do dia o disco “Ti, Galiza”, contendo (com letra de Xosé Manuel Casado), “O meu país”, uma das suas canções mais populares. Um ano mais tarde edita “Treboada”, com arranjos de José Mário Branco e a colaboração de Pi de la Serra. A música que dá título a este segundo trabalho é inspirada no Cerimonial da Treboada de Tomiño. Ambos os trabalhos mostram uma peculiar mistura entre a canção de intervenção social e a música tradicional, marca característica do autor, bem como a sua inspiração em formas musicais populares e em cantigas medievais, e ainda o emprego de outros instrumentos além da guitarra, como a zanfona ou a harpa.
Nos fins dos anos 70, Miro entrou em contacto com o grupo de folclore DOA, que lhe propôs colaborar naquele que iria ser o seu primeiro trabalho. O cantor entrou no grupo colaborando em arranjos, produção, cantando nalguns dos seus temas, embora orientação musical dos DOA fosse eminentemente instrumental. A sua colaboração não foi além do primeiro álbum (O son da estrela escura, 1979), terminando nos inícios dos anos 80.
O último trabalho individual do cantor foi o disco “Orballo”, em 2004, onde além de revisitar alguns temas antigos, volta novamente a tratar da problemática social do povo galego, numa perspectiva contemporânea, com uma canção dedicada ao Prestige. Este disco e a participação em diversos concerto, convertem-no no último representante de “Voces Ceibes” no activo, depois da morte de Suso Vaamonde, e o abandono da carreira musical dos restantes membros.

## Discografia

### Álbuns
1977 – LP Ti, Galiza (Ariola)
1978 – LP Treboada (Ariola)
2004 – CD Orvallo (Picap)

### EP
1968 – EP Miro canta as súas canciós (Edigsa-Xistral, Barcelona)
1969 – EP Miro canta Cantigas de Escarnho e Mal Dizer (Edigsa-Xistral)

### Singles
1972 – Single Coma os vellos trobeiros/O meu país (EMI)

### Como membro dos DOA
1979 - O son da estrela escura

### Compilações e discos colectivos
1970 - Galicia canta (LP colectivo, Pobovox, Caracas, Venezuela, 1970)
1979 - 7 anos de canción galega (LP colectivo, Ruada, A Coruña, 1979)
1985 - Galiza a José Afonso (concerto ao vivo, 1985, duplo CD, Edicións do Cumio, 2000)
1996 - Noticia da Nova Canción Galega (Duplo CD recompilatorio; 1996).
2006 - Está en nuestras manos (Amnistía Internacional, Principado de Asturias, Fono Astur)
2007 - A voz da terra. Músicas do Instituto Lucus Augusti (CD, 2007)
2008 - Miro Casabella, CD recompilatorio pessoal feito por Miro Casabella para acompanhar a edicão do livro de Xan Fraga, Miro Casabella e a Nova Canción Galega. Galaxia, Vigo, 2008

### Colaborações
1969 - Falsterbo 3, recitando Monólogo do velho trabalhador de Celso Emilio Ferreiro.
1979 - Aló cando os animais falaban... (contos do pastor conteiro), (Ruada), participando na adaptação, interpretação e direcção musical, em conjunto com Bernardo Martinez.